# Rävinge kyrka
Rävinge kyrka är en kyrkobyggnad i Rävinge i Halmstads kommun. Den tillhör sedan 2008 Getinge-Rävinge församling (tidigare Rävinge församling) i Göteborgs stift.

## Kyrkobyggnaden
De äldsta delarna av kyrkan är troligen från 1100-talet, men den har blivit om- och tillbyggd i olika etapper. Byggnadsmaterialet är vitputsad gråsten. Det första tornet, som var helt i trä, byggdes 1672 och det stod kvar till 1759. Då tillkom en tornbyggnad i ohuggen gråsten vid västgaveln med samma höjd som långhuset. Dess överdel, som uppfördes i trä, byggdes om 1867. Långhuset förlängdes österut 1824 och fick en halvcirkelformad koravslutning. 

## Restaurationen 1903
En restauration av kyrkan utfördes under året 1903, betydligast på sensommaren och under hösten. En bildad byggnadskommitté bestående av lantbrukaren J. M. Hallengren i Fålle och Augustin Andersson samt August Andersson i Rävinge hade översynen på arbetet. Sockeln bekläddes med cement, en portliknande utbyggnad uppfördes till sakristian och nya fönster uppsattes till kyrkan. På insidan av byggnaden lades golvet om, nya bänkar tillverkades med klöverbladformade sidostöd. Murväggarna rätades upp och avputsades. De var tidigare både buktiga och kullriga. Innertaket som var rakt med sneda vinklar mot sidorna bekläddes med väv med påklistrat papper och indelades i ramverk med kassetter. Under altaret i koret utgrävdes och murades en källare för en större värmeledningutrustning. Färgtonen i kyrkan var ljusa lätta färger brutna med blått, rött och gyllene toner. Fyllningarna i taget gräddfärgade med mörkare ornamentsinslag i flera färger i varje fyllnig. Ramverket målades i en starkare färg. Väggarna i en skär ton med en bred ornamenterad fris i flera färger uppe vid taket. De rundbågade fönsternicherna fick en speciell dekorering. Altare, altarskrank, predikstol, orgel och läktarbröst målade i cremefärg med här och var insatta dekorerade snitt, stavar och annat i rött, blått och guld. Bänkarna var målade i ljus ekimitation. De äldre målningarna på predikstol, läktarbröst och altartavla, var sparsamt och noga under en lättare rengöring och brister hjälpligt ifyllda. Målningsarbetet blev utfört av firman Ringström & Fjellman, Falkenberg som målat bland annat i Hishults, Vinbergs och Alvshögs kyrkor.

## Takmålningar
Kyrkans inre pryds av takmålningar från 1774, utförda av målarmästaren Johan Blomberg. De övertäcktes på 1800-talet, först en gång med grå och därefter två gånger med vit färg. År 1903 pappkläddes taket och schablonmålades. Först 1952 tog konservatorn Thorbjörn Engblad åter fram de ursprungliga målningarna och han utförde även en kompletterande målning i Blombergs stil i kortaket.

## Inventarier
- Predikstolen är skuren i ek och utförd i renässansstil på 1620-talet. Målningar på utsidan föreställer de fyra evangelisterna med sina attribut.
- Altaruppsatsen är av ek, utförd på 1640-talet och byggd enligt renässansens principer med tre våningar och krön. Centralt i corpus finns en större målning utförd av Johan Blomberg 1774. Den återger Kristus på korset.
- Nummertavlorna och troligen även läktarbröstningen är bemålade av Johan Blomberg.
- Dopfunt i ek från 1935, utförd av skulptören Erik Nilsson, Harplinge.
- Triumfkrucifix från omkring år 1500[3]. Korset hänger på södra långhusväggen.
- Kalvariegrupp i snidad ek från 1500-talet med motivet Maria och Johannes. Det är den enda bevarade Kalvariegruppen i Halland[3].
- I taket hänger en basunängel från 1700-talet.
- I tornet hänger endast en klocka gjuten 1764 med inskription.[4]

### Orgel
- 1791 byggde Pehr Schiörlin, Linköping en orgel med 7 stämmor.
- 1907 byggde Johannes Magnusson, Göteborg en orgel med 11 stämmor.
- En mekanisk orgel byggdes 1940 av Th Frobenius & Co, Lyngby, Danmark.
- 2015 restaurerades orgeln av Ålems Orgelverkstad AB.

| Huvudverk I    | Svällverk II  | Pedal                        | Koppel   |
| Borduna 16´    | Rörflöjt 8´   | Subbas 16´ (transmitterad)   | I/P      |
| Principal 8´   | Salicional 8' | Violoncell 8 (transmitterad) | II/P     |
| Flûte harm. 8' | Violin 8'     |                              | II/I     |
| Gamba 8'       |               |                              | II 16'/I |
| Oktava 4'      |               |                              |          |
| Oktava 2'      |               |                              |          |

## Bilder

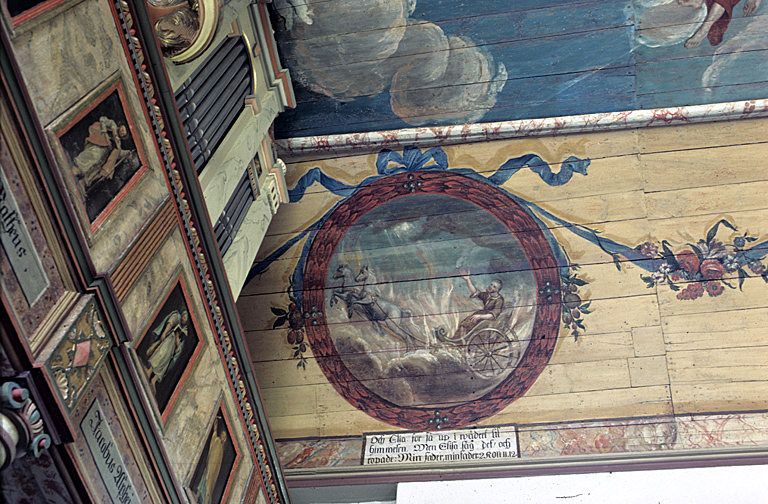
Takmålning Elie himmelsfärd.
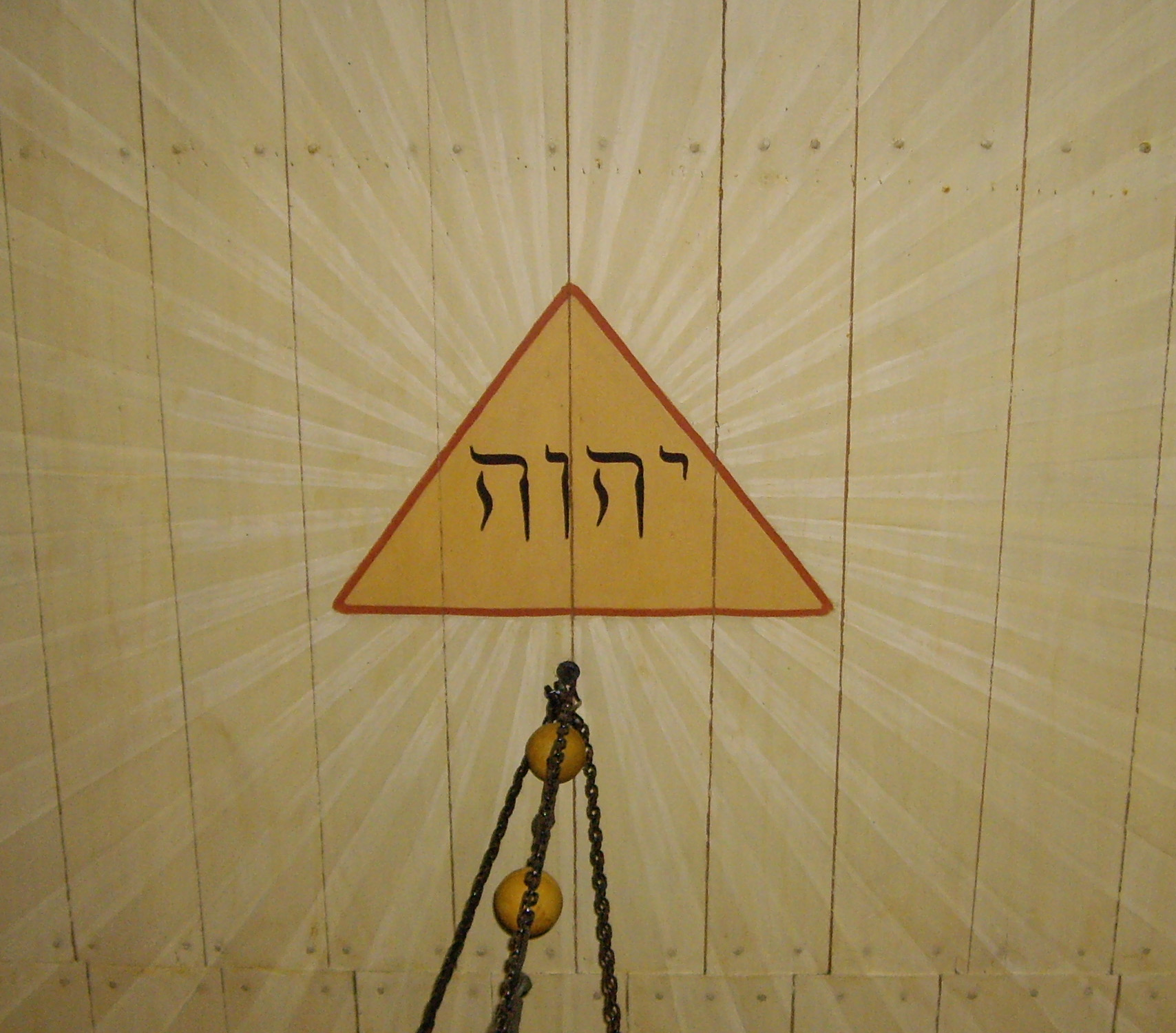
Takmålning med tetragrammet JHWH.
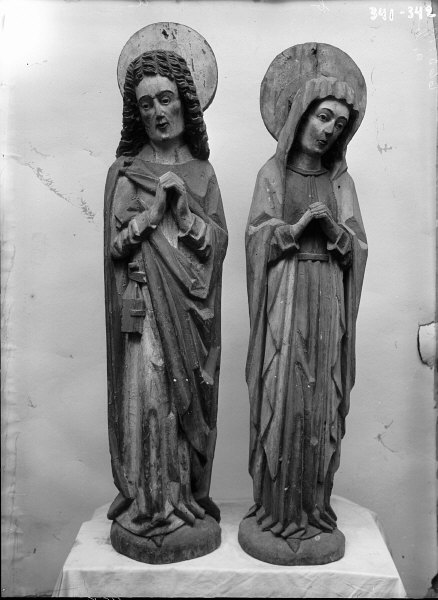
Helgonskulpturer av trä.
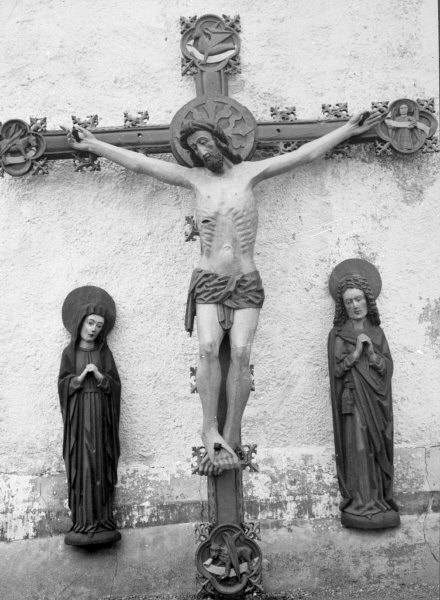
Kalvariegruppen.